# Kirche Einhausen

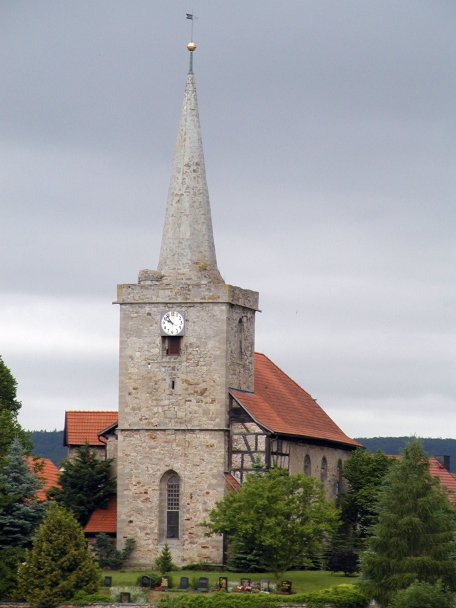
Kirche Einhausen

Die Kirche Einhausen steht in der Ernst-Thälmann-Straße von Einhausen, einer Gemeinde im Landkreis Schmalkalden-Meiningen im Süden Thüringens. Die Kirchengemeinde Einhausen gehört zum Kirchenkreis Meiningen der Evangelischen Kirche in Mitteldeutschland.

## Geschichte
Über die Entstehung der ersten Kirche ist nur wenig belegt. Der Torturm stammt aus dem 12. Jahrhundert. Reste der steinernen Torangeln und zwei Kämpfer im Torbogen sind noch vorhanden. Im 12./13. Jahrhundert wurde wohl aus einem Kornhaus und einem Wartturm eine Kemenate erbaut, die auf Weisung des Klosters Veßra 1369 in eine Kirche verwandelt wurde. Der Wartturm, der oben mit einem Umgang versehen war, erhielt einen steinernen Helm, so dass er wie ein Kirchturm aussah. Das Bauwerk diente der Dorfbevölkerung auch als Wehrkirche. Der weitere Ausbau erstreckte sich über mehrere Jahrhunderte. In den Jahren 1726 bis 1729 wurde an der Stelle der alten und baufälligen Kirche eine neue und größere errichtet, wobei von der Vorgängerkirche der Kirchturm und die Sakristei an seiner Westseite integriert wurden. Sie wurde am 14. Oktober 1729 im Beisein des Meininger Herzogs Anton Ulrich eingeweiht.

## Baubeschreibung
Die rechteckige, mit einem Satteldach bedeckte Saalkirche hat einen eingezogenen Chorturm und Anbauten in der Nordost- und Südostecke.
Der Kirchturm hat noch die steinernen Zinnen der ehemaligen Brustwehr und einen achtseitigen steinernen Pyramidenhelm. Die Turmspitze wurde 1994/95 restauriert.

## Ausstattung
Einige Teile der Ausstattung der alten Kirche blieben erhalten. Die aufwendig bemalte Kanzel ist um 1500 entstanden. Die hölzernen Skulpturen aus diesem Zeitraum, Christus und fünf Apostel, auf dem Schalldeckel sollen von einem gotischen Altar stammen. Die Entstehungszeit des Taufbeckens wird um 1600 angesetzt.
1994 wurden im Altarraum Reste gotischer Fresken freigelegt.